# Curzonova linija
Curzonova linija ali Curzonova črta  je bila predlagana demarkacijska črta med  Drugo poljsko republiko in Sovjetsko zvezo, ki sta nastali po prvi svetovni vojni. Črto je britanskemu Vrhovnemu vojnemu svetu prvi predlagal britanski sekretar za zunanje zadeve George Curzon leta 1919 kot diplomatsko osnovo za bodoče mejne sporazume. Curzonov predlog je temeljil na predlogu škotskega filozofa Herberta Jamesa Patona. 
Curzonova kot meja med Poljsko in ZSSR je bila potrjena 8. decembra 1919. Veljati je začela julija 1920. Naslednje leto je Poljska prestopila to mejo in zasedla zahodno Ukrajino in Belorusijo.
Črta je postala glavni geopolitični dejavnik med drugo svetovno vojno, ko je ZSSR napadla vzhodno Poljsko, kar je povzročilo razdelitev poljskega ozemlja med ZSSR in nacistično Nemčijo vzdolž Curzonove črte. Po nemškem napadu na Sovjetsko zvezo leta 1941 v operaciji Barbarossa se zavezniki do Teheranske konference vztrajali, da mora prihodnja vzhodna meja Poljske ostati takšna, kot je bila leta 1939. Churchill je spremenil svoje mnenje po sovjetski zmagi v bitki pri Kursku.
Po zasebnem dogovoru na konferenci v Teheranu, ki je bil potrjen na konferenci v Jalti leta 1945, so zavezniški voditelji Franklin Roosevelt, Winston Churchill in Josif Stalin izdali izjavo, v kateri so potrdili Curzonovo črto z nekaj manjšimi popravki za vzhodno mejo med Poljsko in Sovjetsko zvezo. Ko je Churchill predlagal priključitev delov vzhodne Galicije, vključno z mestom Lvov, k ozemlju Poljske (po črti B), je Stalin odgovoril, da Sovjetska zveza ne more zahtevati zase manj ozemlja, kot ga je britanska vlada že večkrat potrdila. Posledično poteka sedanja meja med Poljsko ter Belorusijo in Ukrajino približno po Curzonovi črti.

## Zgodnja zgodovina
Ob koncu prve svetovne vojne je Druga poljska republika po razpadu okupacijskih sil treh sosednjih imperijev  ponovno pridobila svojo suverenost. Carska Rusija je bila sredi ruske državljanske vojne po oktobrski revoluciji, Avstro-Ogrska se je razdelila in propadla, nemški rajh pa je popustil pritiskom zmagovitih sil zaveznikov iz prve svetovne vojne, znanih kot sile Antante. Zavezniški zmagovalci so se strinjali, da je treba po 123 letih prevratov in vojaških delitev s strani le-teh ponovno ustvariti poljsko državo iz ozemelj, ki so bila prej del Ruskega, Avstro-Ogrskega in Nemškega cesarstva.
Vrhovni vojni svet je zadolžil Komisijo za poljske zadeve, da priporoči vzhodno mejo Poljske. Zavezniki so jo med vojno večkrat posredovali Sovjetom kot črto premirja, predvsem v noti britanske vlade, ki jo je podpisal britanski zunanji minister George Curzon. Poljska po prvi svetovni vojni ni spoštovala meje s Sovjetsko zvezo in v poljsko-sovjetski vojni osvojila velik del beloruskega in ukrajinskega ozemlja. Z Riškim mirovnim sporrazumom, sklenjenim 18. marca 1921, je Poljska pridobila 135.000 km²  osvojenega ozemlja. Vzhodna meja tega ozemlja je bila v povprečju približno 250 kilometrov vzhodno od Curzonove črte.

## Opis
Severna polovica Curzonove črte je potekala približno vzdolž meje, ki je bila vzpostavljena med Kraljevino Prusijo in Ruskim carstvom leta 1797 po tretji delitvi Poljske. Meja je bila zadnja, ki jo je priznalo Združeno kraljestvo. Večina črte je sledila etnični meji:  na območjih zahodno od črte so prevladovali Poljaki, na ozemlju vzhodno od nje  pa Ukrajinci, Belorusi, Poljaki, Judi in Litovci. Podaljšanje črte na sever v Litvo leta 1920 je razdelilo ozemlje, ki sta si ga lastili Poljska in Liva. Za južni del črte sta obstajali različici "A" in "B".  Različica "B" je Lvov (Lviv) dodelila Poljski.

## Konec prve svetovne vojne
Štirinajst točk ameriškega predsednika Woodrowa Wilsona je vključevalo izjavo: "Ustanoviti je treba neodvisno poljsko državo, ki bi morala vključevati ozemlja, naseljena z nesporno poljskim prebivalstvom, ki mu je treba zagotoviti prost in varen dostop do morja ...". 87. člen Versajske mirovne pogodbe je določal, da bodo "meje Poljske, ki niso določene v tej pogodbi, naknadno določile glavne zavezniške in njim pridružene sile". V skladu s temi izjavami je Vrhovni vojni svet zadolžil Komisijo za poljske zadeve, da predlaga vzhodne meje Poljske v deželah, ki so bile naseljene z mešanim prebivalstvom Poljakov, Litovcev, Ukrajincev in Belorusov. Komisija je svoje priporočilo izdala 22. aprila 1919. Njene predlagane rusko-poljske meje so bile blizu mejam Kongresne Poljske iz 19. stoletja.
Vrhovni svet je o tem vprašanju razpravljal več mesecev in 8. decembra 1919 objavil zemljevid in opis črte skupaj z obvestilom, da priznava "pravico Poljske, da organizira redno upravo nad ozemlji nekdanjega Ruskega imperija, ki se nahajajo zahodno od spodaj opisane črte". Sporočilo je obenem navedlo, da Svet "... ne prejudicira določb, ki morajo v prihodnosti opredeliti vzhodne meje Poljske" in da so "pravice, ki bi jih lahko Poljska vzpostavila nad ozemlji, ki se nahajajo na vzhodu omenjene linije, izrecno pridržane". Objava ni imela takojšnjega učinka, čeprav so zavezniki v predlogu iz avgusta 1919 Poljski priporočili njeno obravnavo, ki pa je bila prezrta.

## Poljsko-sovjetska vojna 1919-1921
Poljske sile so začele leta 1919 prodirati proti vzhodu in maja 1920 zavzele Kijev. Po močni sovjetski protiofenzivi je premier Vladislav Grabski julija zaprosil za pomoč zaveznikov. Pod pritiskom je privolil v poljski umik na različico Curzonove črte iz leta 1919 in v Galiciji v premirje blizu tedanje bojne črte. 11. julija 1920 je George Curzon podpisal telegram, poslan boljševiški vladi, v katerem je predlagal vzpostavitev premirja vzdolž predlagane črte, ki se je pozneje imenovala po njem.
Curzonov predlog iz julija 1920 se je razlikoval od napovedi 19. decembra v dveh pomembnih stvareh. Decembrska nota ni obravnavala vprašanja Galicije, saj je bila del avstrijskega cesarstva, in ne ruskega, niti ni obravnavala poljsko-litovskega spora glede vilenske regije, saj je te meje takrat že določila Fochova črta. Beležka iz julija 1920 je posebej obravnavala poljsko-litovski spor z omembo črte, ki je potekala od Grodna do Vilne (Wilno) in od tod proti severu do Daugavpilsa (Dynaburg)  v Latviji. Omenila je tudi Galicijo, kjer so prejšnje razprave privedle do alternativnih črt "A" in "B". Nota je potrdila linijo "A", ki je vključevala Lvov in njegova bližnja naftna polja v Rusiji. Ta del črte se ni skladal s trenutno bojno črto v Galiciji, kot je bilo dogovorjeno z Grabskim. Vključitev Lvova v julijsko noto je bila sporna.
17. julija so Sovjeti noto zavrnili. Georgij Čičerin, predstavnik Sovjetov, je komentiral zapoznelo zanimanje Britancev za mirovni sporazum med Rusijo in Poljsko. Privolil je v začetek pogajanj, če bi poljska stran to zahtevala. Sovjetska stran je takrat Poljski ponujala ugodnejše mejne rešitve od tistih, ki jih je ponujala Curzonova linija. Avgusta so Poljaki premagali Sovjete tik pred Varšavo in jih prisilili v umik. Med poljsko ofenzivo, ki je sledila, je poljska vlada zavrnila dogovor Grabskega glede črte z obrazložitvijo, da zavezniki Poljski niso zagotovili podpore ali zaščite.

### Riški mirovni sporazum
Marca 1921 so Sovjeti z Riškim sporazumom priznali mejo vzhodno od Curzonove črte, kjer je Poljska osvojila velik del gubernije Vilna (1920/1922), vključno z mestom Wilno (Vilna), Vzhodno Galicijo (1919), vključno z mestom Lvov, in večji del Volinije (1921). Sporazum  je Poljski zagotovil skoraj 135.000 kvadratnih kilometrov ozemlja, ki je segalo v povprečju približno 250 kilometrov  vzhodno od Curzonove črte. Poljsko-sovjetsko mejo je leta 1923 priznalo tudi Društvo narodov. Potrjena je bila tudi z več različnimi poljsko-sovjetskimi sporazumi. Na zasedenem otemlju je Poljska ustanovila več upravnih okrožij, kot so Volinsko, Polaško in Vilensko vojvodstvo.
Kar zadeva širitev poljskega ozemlja, bi lahko poljske politike razdelili v dve nasprotni skupini, ki sta zagovarjali nasprotna pristopa: obnovitev Poljske na njenih nekdanjih zahodnih ozemljih na eni strani in obnovitev Poljske na podlagi njenih prejšnjih posesti na vzhodu na drugi. V prvi četrtini 20. stoletja je bil predstavnik prve politične skupine Roman Dmowski, privrženec panslavističnega gibanja in avtor več pomembnih političnih knjig in publikacij,  ki je predlagal določitev vzhodne meje Poljske  v skladu z etnografskim načelom. Predlagal je tudi, da se Poljska osredotoči na odpor proti nevarnejšemu sovražniku poljskega naroda od Rusije, ki je bil po njegovem mnenju Nemčija. Predstavnik druge skupine je bil Józef Piłsudski, socialist, rojen v guberniji Vilna, ki jo je med tretjo delitvijo Poljske leta 1795 priključilo Rusko carstvo. Njegova  politična vizija je bila daljnosežna obnova meja poljsko-litovske skupne države. Ker je Ruski imperij po ruski revoluciji leta 1917 zapadel v stanje državljanske vojne in je bila sovjetska vojska ob koncu prve svetovne vojne poražena in znatno oslabljena s strani nemške vojske, je Piłsudski izkoristil priložnost in poskušal z vojsko uresničil svojo politično vizijo tako, da se je osredotočil na vzhod in začel poljsko-sovjetsko vojno.

## Druga svetovna vojna
Pakt Ribbentrop-Molotov, sklenjen avgusta 1939, je predvidel razdelitev Poljske vzdolž rek San, Visla in Nerev, ki ni potekala vzdolž Curzonove črte, ampak je segala daleč čez njo in Sovjetski zvezi podelila Lublin in okolio Varšave. Po vojaškem porazu Poljske septembra 1939, je Sovjetska zveza priključila vsa ozemlja vzhodno od Curzonove črte ter Białystok in vzhodno Galicijo. Ozemlja vzhodno od te črte so bila po zrežiranih referendumih vključena v Belorusko SSR in Ukrajinsko SSR, več sto tisoč Poljakov in manjše število Judov pa je bilo deportiranih na vzhod v Sovjetsko zvezo. Julija 1941 je ta ozemlja med invazijo na Sovjetsko zvezo zasedla Nemčija. Med nemško okupacijo so Nemci večino judovskega prebivalstva izgnali ali pobili.
Leta 1944 je sovjetska Rdeča armada izgnala Nemce in zavzela vzhodno Poljsko.  Sovjeska zveza je enostransko razglasila novo mejo med Sovjetsko zvezo in Poljsko, ki se je približno ujemala s Curzonovo črto. Poljska vlada v izgnanstvu v Londonu je temu ostro nasprotovala in vztrajala na meji po "liniji iz Rige". Na konferencah v Teheranu in Jalti sta Roosevelt in Churchill prosila Stalina, naj premisli, zlasti glede Lvova, a je Stalin to zavrnil in postavil vprašanje: "Ali želite, da povem ruskemu ljudstvu, da sem manj Rus od lorda Curzona?" Spremenjena Curzonova črta je tako postala stalna vzhodna meja Poljske, ki so jo julija 1945 priznali tudi zahodni zavezniki. Meja je bila pozneje večkrat prilagojena, največ leta 1951.
Po razpadu Sovjetske zveze leta 1991 je Curzonova črta postala meja Poljske z Litvo, Belorusijo in Ukrajino.

## Narodnostna sestava prebivalstva vzhodno od Curzonove črte do leta 1939

### Largest cities and towns
- Poljščina kot primarni jezik leta 1931: rdeče/zeleno = poljščina/drugi jeziki
- Odstotek Poljakov za Curzonovo črto leta 1931
- Poljska leta 1937

Narodnostna sestava teh območij se je izkazala za težko merljivo, tako v času med vojnama kot po drugi svetovni vojni. Članek v The Timesu iz leta 1944 je ocenil, da je vzhodno od Curzonove črte leta 1931 živelo med 2,2 in 2,5 milijona Poljakov. Po oceni zgodovinarja Yohanana Cohena je na ozemljih medvojne Poljske vzhodno od Curzonove črte, pridobljenih z Riškim sporazumom,  leta 1939 živelo 12 milijonov ljudi, od tega več kot 5 milijonov Ukrajincev, med 3,5 in 4 milijoni Poljakov, 1,5 milijona Belorusov in 1,3 milijona Judov. Med drugo svetovno vojno so politiki različno ocenjevali število Poljakov  vzhodno od Curzonove črte. Winston Churchill je omenil 3 do 4 milijone Poljakov, Stanislav Mikołajczyk, takratni predsednik poljske vlade v izgnanstvu, pa 5 milijonov.
Ukrajinci in Belorusi skupaj so sestavljali večino prebivalstva medvojne vzhodne Poljske. Poljaki so predstavljali večino v glavnih mestih, kjer so jim sledili Judje, in na nekaterih podeželskih območjih, na primer v Vilenskem vojvodstvu.
Po sovjetski deportaciji Poljakov in Judov v letih 1939–1941, holokavstu in etničnem čiščenju poljskega prebivalstva Volinije in Vzhodne Galicije s strani ukrajinskih nacionalistov, se je poljsko prebivalstvo na teh ozemljih znatno zmanjšalo. Veliko Poljakov je še vedno živelo v mestih Vilna, Lvov in Grodno in nekaterih manjših mestih. Po letu 1945 se je poljsko prebivalstvo območja vzhodno od nove sovjetsko-poljske meje na splošno znašlo pred dilemo ali sprejeti drugo državljanstvo ali se izseliti. Po novejših raziskavah je vzhodno od Curzonove črte živelo približno 3 milijone rimskokatoliških Poljakov,  od katerih jih je približno 2,1 milijona do 2,2 milijona umrlo, pobegnilo, emigriralo ali bilo izgnano na nemško ozemlje,  priključeno k Poljski. V Litvi in Belorusiji še vedno živi velika poljska manjšina.  Veliko Poljakov živi tudi v Vilni in Grodnem. V eni od vilenskih občin in regiji Saposkin tvorijo večino prebivalstva.
Ukrajinski nacionalisti so po drugi svetovni vojni nadaljevali svojo partizansko vojno, dokler jih niso Sovjeti zaprli in poslali v gulaga. Tam so aktivno sodelovali v več vstajah (Kengirska vstaja, Norilska vstaja, Vorkutska vstaja).
Število Poljakov vzhodno od Curzonove črte pred drugo svetovno vojno je mogoče oceniti tako, da se seštejejo številke za nekdanjo vzhodno Poljsko in Sovjetsko zvezo pred letom 1939:
| 1. Medvojna Poljska        | Pojščina kot primarni jezik (od tega rimokatoliki) | Vir (popis prebivalstva)                                               | Danes del: |
| -------------------------- | -------------------------------------------------- | ---------------------------------------------------------------------- | ---------- |
| Jugovzhodna Poljska        | 2.249.703 (1.765.765)                              | Poljski popis prebivalstva leta 1931                                   | Ukrajina   |
| Severovzhodna Poljska      | 1.663.888 (1.358.029)                              | Poljski popis prebivalstva 1931                                        | in         |
| 2. medvojna ZSSR           | Etnični Poljaki po uradnem popisu prebivalstva     | Vir (popis prebivalstva)                                               | Danes del: |
| Sovjetska Ukrajina         | 476.435                                            | Prvi sovjetski zvezni popis prebivalstva, urejen po narodnostih (1926) | Ukrajina   |
| Sovjetska Belorusija       | 97.498                                             | Sovjetski popis prebivalstva leta 1926                                 | Belorusija |
| Sovjetska Rusija           | 197.827                                            | Sovjetski popis prebivalstva leta 1926                                 | Rusija     |
| Ostanek ZSSR               | 10.574                                             | Sovjetski popis prebivalstva leta 1926                                 |            |
| 3. Medvojne Baltske države | Etnični Poljaki po uradnem popisu prebivalstva     | Vir (popis prebivalstva)                                               | Danes del: |
| Litva                      | 65.599                                             | Litovski popis prebivalstva leta 1923                                  | Litva      |
| Latvija                    | 59.374                                             | Latvijski popis prebivalstva leta 1930                                 | Latvija    |
| Estonija                   | 1,608                                              | Estonski popis prebivalstva leta 1934                                  | Estonija   |
| SKUPAJ (1., 2., 3.)        | 4 do 5 milijonov etničnih Poljakov                 |                                                                        |            |

## Največja mesta
Po poljskem popisu prebivalstva leta 1931 so bila med deset največjimi naslednja mesta: Lvov  (312.200 prebivalcev), Vilna (195.100), Stanisławów (60.000), Grodno (pop. 49,700), Brześć nad Bugiem (48.400), Borysław (41.500), Równe (40.600), Tarnopol (35.600), Łuck (35.600) in Kołomyja (33.800). 

## Opomba
1. ↑  Poljski viri na podlagi deleža glasov za poljske stranke na volitvah za Litovski perlament leta 1923 ocenjujejo, da je bilo v medvojni Litvi leta 1923  202.026 Poljakov.